# Rafflesiales
Rafflesiales is een botanische naam, voor een orde van tweezaadlobbige planten: de naam is gevormd uit de familienaam Rafflesiaceae. Een orde onder deze naam wordt af en toe erkend door systemen voor plantentaxonomie, maar niet door het APG-systeem (1998) en het APG II-systeem (2003).
In het Cronquist-systeem (1981) was de samenstelling van de orde:
- orde Rafflesiales
  - familie Hydnoraceae
  - familie Mitrastemonaceae
  - familie Rafflesiaceae